# Bayárcal
Bayárcal este o municipalitate din provincia Almería, Andaluzia, Spania, cu o populație de 335 de locuitori.